# تپه‌های روستای آجان (قلعه گبری)
تپه‌های روستای آجان (قلعه گبری) مربوط به هزاره ۱- دوران‌های تاریخی پس از اسلام است و در شهرستان زرندیه، روستای آجان واقع شده و این اثر در تاریخ ۱۴ مهر ۱۳۵۴ با شمارهٔ ثبت ۱۱۹۲ به‌عنوان یکی از آثار ملی ایران به ثبت رسیده است.